# Alfred Pennyworth
Alfred, normalt (men ikke oprindeligt) med det fulde navn Alfred Thaddeus Crane Pennyworth, også kendt under sit andet alias Christopher Miller, er en fiktiv karakter, som optræder i tegneserier udgivet af DC Comics, som hovedsageligt bliver associeret med superhelten Batman. Alfred tjener som Bruce Wayne / Batmans loyale butler.
Pennyworth bliver afbildet som Bruce Waynes loyale og utrættelige butler, husholderske, kurator, bedste ven, aide-de-camp og faderfigur efter mordene på Thomas og Martha Wayne. Som klassisk uddannet britisk skuespiller og tidligere Special Operations Executive-agent med ære og etik og med forbindelse til efterretningstjenester er han blevet omtalt som "Batmans batman". Han tjenere som Bruces moralske anker mens han også fungerer som komisk indslag med sine sarkastiske og kyniske attitude som ofte tilføjer humor til dialogen med Batman. Han er en vital del af Batman-universet, og han blev nomineret til Wizard Fan Award for Favorite Supporting Male Character i 1994.
I forskellige filmatiseringer af karakteren er Alfred blevet portrætteret af skuespillere som William Austin, Eric Wilton, Michael Gough, Michael Caine, Jeremy Irons, Douglas Hodge og Andy Serkis  i film, og af Alan Napier, Efrem Zimbalist, Jr., Ian Abercrombie, David McCallum og Sean Pertwee i tv-serie. Ralph Fiennes lagde stemme til figuren i to animerede film. En yngre version af Alfred, spillet af Jack Bannon, fortæller om ham før han blev butler for Wayne-familien i tv-serien Pennyworth.